# Riverside County
Riverside County är ett county i den södra delen av Kalifornien i USA. Den administrativa huvudorten (county seat) är Riverside. Riverside County grundades år 1893. De tätbefolkade delarna av Riverside County är numera en del av stor-Los Angeles. Coachella Valley i countyts centrala del har en av USA:s snabbast växande befolkning.
March Air Reserve Base liksom en del av Joshua Tree National Park ligger i countyt.

## Geografi
Enligt United States Census Bureau har countyt en total area på 18 915 km². 18 666 km² av den arean är land och 248 km² är vatten. Det är en del av Riverside-San Bernardino-Ontario metropolitan area.

### Angränsande countyn
- San Bernardino County, Kalifornien - nord
- La Paz County, Arizona - öst
- Imperial County, Kalifornien - syd
- San Diego County, Kalifornien - syd
- Orange County, Kalifornien - väst

### Städer
- Banning
- Beaumont
- Blythe
- Calimesa
- Cathedral City
- Corona
- Hemet
- Indio
- Moreno Valley
- Palm Springs
- Palm Desert
- Riverside
- Temecula

## Befolkning
År 2010 hade Riverside County totalt 2 189 641 invånare.
Av Riverside Countys befolkning beräknades 14,2% leva under fattigdomsgränsen (år 2004)  jämfört med 13,1 % för hela USA och 13,3% för Kalifornien.

## Kommunikationer
Riverside County ingår i pendeltågssystemet Metrolink.